# The Grim Comedian
The Grim Comedian is een Amerikaanse dramafilm uit 1921 onder regie van Frank Lloyd.

## Verhaal
Een passagier in een automobiel vertelt een oude heer de stichtende geschiedenis van de actrice Marie Lamonte. De crimineel Harvey Martin biedt haar een fraaie wagen en een kostbare woning aan, maar ze doet afstand van dat luxeleven om te voorkomen dat de naam van haar dochter Dorothy bezwalkt wordt door de invloed van een crimineel. Wanneer Harvey de jonge vrouw ontmoet, ontstaat er een oprechte genegenheid voor haar. Op de dag dat ze weggaat, ontdekt Marie dat Dorothy haar opwacht in het appartement van Harvey. Uit wanhoop schiet ze Harvey neer en verwondt hem in de hand. Harvey merkt schamper op dat hij nooit van plan was om te trouwen met Marie.

## Rolverdeling
| Acteur            | Personage         |
| ----------------- | ----------------- |
| Phoebe Hunt       | Marie Lamonte     |
| Jack Holt         | Harvey Martin     |
| Gloria Hope       | Dorothy           |
| Bert Woodruff     | Oude vader        |
| Laura La Varnie   | Gracie Moore      |
| May Hopkins       | Billie Page       |
| John Harron       | Geoffrey Hutchins |
| Joseph J. Dowling | Carleton Hutchins |